# Установка комплексної підготовки газу

Кавердинська установка комплексної підготовки газу, Полтавська область

Мачухська установка підготовки газу, Полтавська область

Установка комплексної підготовки газу (УКПГ) являє собою комплекс технологічного обладнання та допоміжних систем, що забезпечують збір та підготовку природного газу і газового конденсату. Товарною продукцією УКПГ є: сухий газ газових родовищ, сухий відбензинений газ газоконденсатних родовищ, газовий конденсат.

## Загальний опис
Установка комплексної підготовки газу (УКПГ) — це комплекс технологічного обладнання та допоміжних систем, що забезпечують збір і підготовку (очищення, розділення) природного газу й газового конденсату. Товарною продукцією УКПГ є: сухий газ газових родовищ, сухий відбензинений газ газоконденсатних родовищ і газовий конденсат.
До складу УКПГ входять:
- Блок попереднього очищення (сепарації);
Забезпечує відділення від газу крапельної вологи, рідких вуглеводнів і механічних домішок. До складу блоку входять сепаратори і фільтр-сепаратори.
- Технологічні установки очищення, осушення і охолодження газу;
- Дотискні компресорні станції;
Забезпечують робочі параметри технології промислової підготовки газу, підтримують тиск подачі газу в магістральний газопровід. Розташовуються перед або після установок технологічної підготовки газу. Для зниження температури компримованого газу після дотискної станції встановлюються апарати повітряного охолодження.
- Допоміжні системи виробничого призначення (операційна, майданчики з установками засобів зв'язку, електро-, тепло- і водопостачання, електрохімічного захисту, пожежогасіння, резервуарний парк зберігання діетиленгліколю або триетиленгліколю і т. д.).

## Технологічний процес
Промислова підготовка газу на УКПГ складається з наступних етапів:
- сепарація газу
- абсорбційна або адсорбційна осушка;
- Низькотемпературна сепарація або абсорбція;
- Масляна абсорбція.
На газових родовищах підготовка газу полягає в його осушенні, тому там використовуються процеси абсорбції або адсорбції.
На газоконденсатних родовищах осушка і виділення легкоконденсівних вуглеводнів здійснюються шляхом низькотемпературної сепарації, низькотемпературної абсорбції або низькотемпературної масляної абсорбції.

## Вимоги до продукції
Вимоги, що висуваються до товарної продукції УКПГ, регламентуються галузевими (ГСТ) і державними (ДСТУ) стандартами. Залежно від призначення кінцевого продукту варіюється головний критерій оцінки його якості.
Для газу, що подається в магістральні газопроводи, головним показником якості є точка роси (по волозі і вуглеводнях. Для холодної кліматичної зони точка роси по волозі не повинна перевищувати -20 ° С, по вуглеводнях — не вище -10 ° С. Крім цього ГСТ регламентує такі споживчі властивості газу, як теплота згоряння і допустимий вміст сірчистих сполук.
Для газу, що подається місцевим споживачам для використання в промисловості і комунальному господарстві, нормуються теплота згоряння і число Воббе (основний показник якості газу за його теплотою згоряння), а також інтенсивність запаху.
При використанні газу як газомоторного палива для автомобільного транспорту головним показником якості є розрахункове октанове число (характеризує здатність палива забезпечити бездетонаційну роботу двигунів із примусовим запаленням).
Газовий конденсат, вироблений на УКПГ, ділиться на стабільний і нестабільний. Вимоги, що висуваються до різних типів конденсату, варіюються.

## Інтернет-ресурси
- Установки призначені для підготовки газу, що перекачується компресорними станціями магістральних газопроводів